# FIGlet
FIGletとは、小さなASCII文字を寄せ集めてより大きな文字にし、これらから成る様々な書体を用いてテキストバナーを生成するコンピュータプログラムである（アスキーアート (ASCII art; AA) の記事も参照せよ）。
FIGletは自由ソフトウェアであるため、多くのUnix系オペレーティングシステム（例えばLinux、BSD）配布物の一部として広く含まれており、また同様に他のコンピュータプラットフォームにも移植されている。公式のFTPサーバサイトには次のコンパイル済み移植版が配置されている。
- Acorn
- Amiga
- Apple II
- Atari ST
- BeOS
- Macintosh
- MS-DOS
- NeXTSTEP
- OS/2
- Windows

また同様にPerlによる再実装もある。第三者がJava（JavEアスキーアートエディタも同梱されている）、JavaScriptそしてPHPにて再実装したものもある。FIGletはDebianパッケージを紹介するサイト、"Debian Package of the Day"にて2007年に取り上げられている。

## 動作
FIGletは標準入力から文字列を読み取れる。またコマンドラインの一部に文字列を受け取れる。受け取った文字列は、標準出力に書き出す。いくつかの共通の引数(オプション)は次のとおりである。
- -f フォントファイルを指定する。
- -d フォントを検索するディレクトリを変更する。
- -c 中央に出力する。
- -l 左詰めで出力する。
- -r 右詰めで出力する。
- -t ターミナルの幅に合わせ出力幅を調整する。
- -w 特定の出力幅を指定する。
- -k カーニングを有効化し、文字列の隣接文字をマージする代わりに文字列の各文字それぞれを個別に印字する。

## 使用例
FIGletにより生成された出力例を以下に示す。
```
__        ___ _    _                _ _       
\ \      / (_) | _(_)_ __   ___  __| (_) __ _ 
 \ \ /\ / /| | |/ / | '_ \ / _ \/ _` | |/ _` |
  \ V  V / | |   <| | |_) |  __/ (_| | | (_| |
   \_/\_/  |_|_|\_\_| .__/ \___|\__,_|_|\__,_|
                    |_|                       

```

次のコマンド、
```
figlet -ct -f roman Wikipedia
```

は以下を生成、出力する。
```
oooooo   oooooo     oooo  o8o  oooo         o8o                             .o8   o8o            
 `888.    `888.     .8'   `"'  `888         `"'                            "888   `"'            
  `888.   .8888.   .8'   oooo   888  oooo  oooo  oo.ooooo.   .ooooo.   .oooo888  oooo   .oooo.   
   `888  .8'`888. .8'    `888   888 .8P'   `888   888' `88b d88' `88b d88' `888  `888  `P  )88b  
    `888.8'  `888.8'      888   888888.     888   888   888 888ooo888 888   888   888   .oP"888  
     `888'    `888'       888   888 `88b.   888   888   888 888    .o 888   888   888  d8(  888  
      `8'      `8'       o888o o888o o888o o888o  888bod8P' `Y8bod8P' `Y8bod88P" o888o `Y888""8o 
                                                  888                                            
                                                 o888o                                           

```

-ctオプションは、テキストを中央に配置し、ターミナルの最大幅に広げる。-f romanはローマン体フォントファイルを指定するオプションである。

## FIGletをベースとするASCII書体
エリック・オルソン(Eric Olson)が2002年に発表した、FIGフォント書体ファミリーは、FIGletの出力に似たOpenTypeフォントの集まりである。
TOIletとは、FIGletを色付けテキストを出力できるようにした改良フォントを作成するプロジェクトである。FIGlet自身はバージョン2.2.4にてTOIletのフォントをサポートしている。